# Quartier d'Amérique

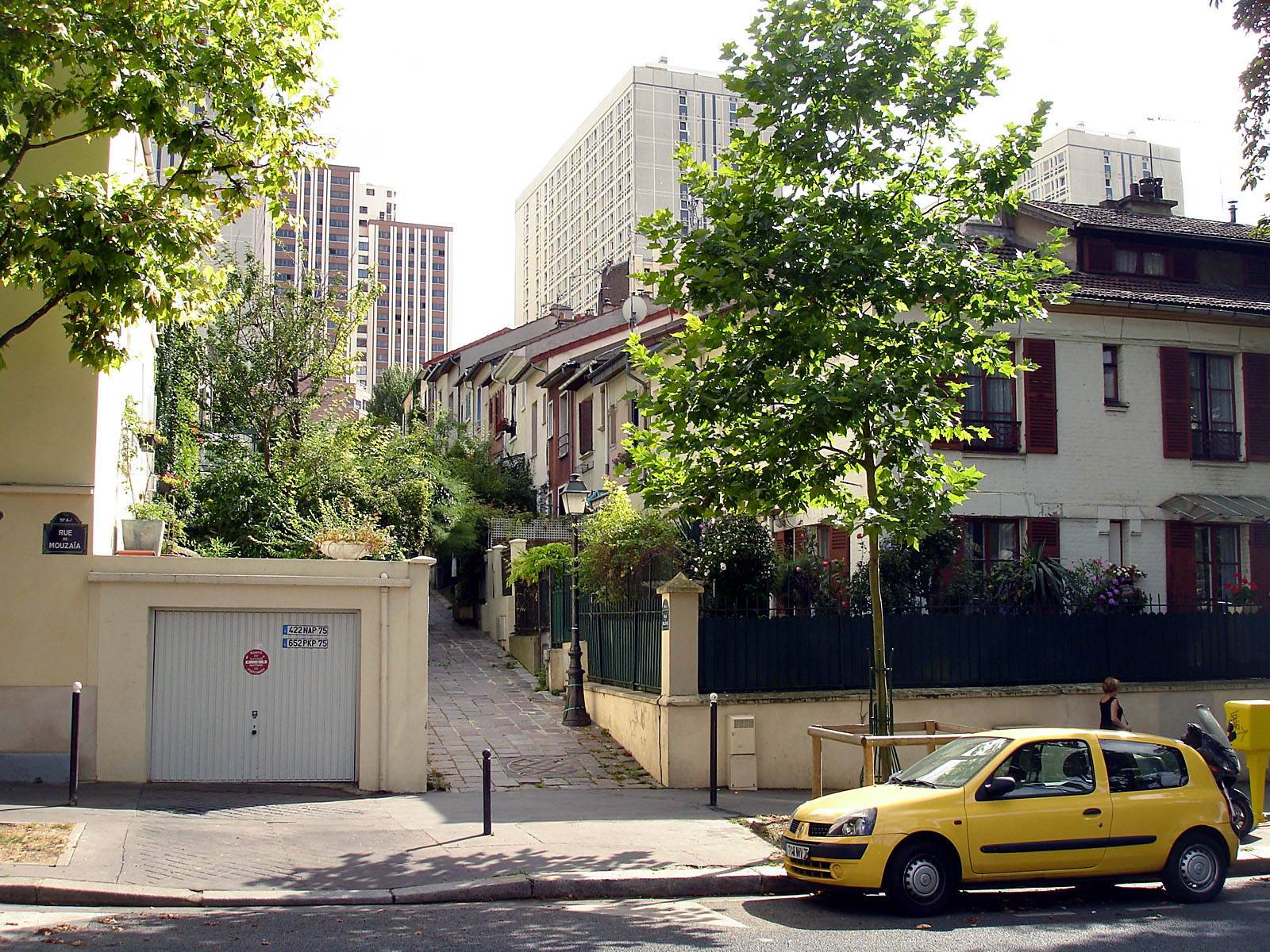
Původní zástavba, v pozadí nová výstavba na place des Fêtes

Quartier d'Amérique (čtvrť Amerika) je 75. administrativní čtvrť v Paříži, která je součástí 19. městského obvodu. Má rozlohu 183,6 ha a ohraničují ji ulice Rue de Belleville na jihu, Rue de la Crimée a Rue de la Villette na západě, Avenue Jean Jaurès na severu a Boulevard périphérique na východě.

## Historie
Čtvrť byla pojmenována podle názvu bývalých kamenolomů, které se nazývaly Americké lomy (Carrières d'Amérique). V lomech se těžil sádrovec a stavební kámen na stavbu domů v Paříži. Podle jedné městské legendy byly lomy takto nazvány, neboť se v nich měl těžit sádrovec, který byl použit na stavbu Bílého domu ve Washingtonu. Nicméně tato legenda je nepravdivá, jak uvádí informační turistický panel na křižovatce bulváru David-d'Angers a náměstí Rhin-et-Danube. Velká část kamenolomů byla během vlády Napoleona III. přeměněna na veřejný park Buttes-Chaumont ležící na území sousední čtvrti Combat. Další kamenolom se v roce 1939 přeměnil na park Butte du Chapeau-Rouge.
V 60. a 70. letech 20. století proběhla ve čtvrti rozsáhlá výstavba, kdy na místě původní zástavby byly na náměstí place des Fêtes vybudovány výškové domy.

## Vývoj počtu obyvatel
| Rok sčítání | Počet obyvatel | Hustota zalidnění (ob./km²) |
| ----------- | -------------- | --------------------------- |
| 1954        | 50 197         | 27 340                      |
| 1962        | 51 668         | 28 142                      |
| 1968        | 49 002         | 26 690                      |
| 1975        | 44 200         | 24 074                      |
| 1982        | 51 056         | 27 808                      |
| 1990        | 52 968         | 28 850                      |
| 1999        | 55 365         | 30 155                      |